# Blaise Goetschin
Blaise Goetschin, né le 1er septembre 1957, est une personnalité suisse du monde de la finance. Il est membre du conseil d'administration de ARAB Bank (Switzerland) Ltd et vice-président de Gonet & Cie SA. Il a été directeur général de la Banque cantonale de Genève de 2000 à 2024.

## Biographie

### Famille et études
Il naît le 1er septembre 1957. Son père est professeur de gestion financière à l'International Institute for Management Development et à l'Université de Lausanne.
Il commence des études en théologie, avant de s'orienter vers la faculté des hautes études commerciales de l'Université de Lausanne, où il obtient une licence de gestion en 1982.
Il atteint le grade de major à l'armée.
Il est père de trois enfants.

### Parcours professionnel
Il commence sa carrière en 1982 en tant qu'auditeur chez Pricewaterhouse à Genève,. Il rejoint ensuite Crédit Suisse en 1985, d'abord à Zurich, puis à New York, en tant que cadre en banque d'affaires,. En 1990, il revient s'installer à Lausanne où il devient responsable des activités de banque d'affaires de Crédit Suisse en région romande, à Berne et à Bâle,.
En 1995, le Conseil d'État du canton de Vaud le nomme chef du service de l'administration des finances. À ce poste, il participe notamment à la restructuration des finances du canton, et y introduit les méthodes de gestion pratiquées dans le privé.
Il rejoint de nouveau le secteur privé en 1998, en tant que directeur de la filiale suisse de Fiduciary Trust, société de gestion américaine basée à New York,.
Le 1er octobre 2000, il est nommé directeur général de la Banque cantonale de Genève (BCGE) avec l'aval de la conseillère d'État Micheline Calmy-Rey,. La banque connaît alors de graves difficultés financières liées au repli des prix de l'immobilier en région genevoise : l'établissement a subi une perte de 5 milliards de francs suisses et vient d'être sauvé par le canton de Genève,. La mission de Blaise Goetschin est dès lors d'assainir le bilan de la banque. Celle-ci retrouve les chiffres noirs après quelques années, jusqu'à devenir l'une des banques cantonales helvétiques les plus performantes.
Il voit son mandat prolongé en mai 2022 jusqu'à ce qu'un remplaçant soit trouvé. Il quitte son poste le 5 mars 2024.

### Autres fonctions
Blaise Goetschin est notamment membre du conseil d'administration de l'Association suisse des banquiers de 2000 à 2024, du comité d'Économiesuisse de 2019, à 2024, du comité du conseil d'administration de l'Union des Banques cantonales suisses de 2000 à 2024, et du conseil d'administration de Arab Bank (Switzerland) et de Gonet & Cie SA depuis avril 2024. 